# Nuova Consonanza
La Nuova Consonanza è un'associazione italiana per la promozione della musica contemporanea nata nel 1959 a Roma con l'intento di promuovere la musica contemporanea e di avanguardia in Italia mediante l'organizzazione di festival, convegni, conferenze e attività concertistiche. Ad essa è anche collegato il collettivo di compositori e musicisti Gruppo di Improvvisazione Nuova Consonanza.

## Storia del gruppo
Nuova Consonanza è un'associazione di musicisti e compositori contemporanei fondata a Roma tra gli anni 1959 e 1962 per iniziativa di Mario Bertoncini, Mauro Bortolotti, Antonio De Blasio, Franco Evangelisti, Domenico Guaccero, Egisto Macchi e Daniele Paris, con l'intento di promuovere la musica contemporanea e di avanguardia in Italia mediante l'organizzazione di festival, convegni, conferenze e attività concertistiche. Il gruppo, che annovera tra i suoi soci anche Ennio Morricone, si ripromise di costruire una piattaforma per permettere ai giovani compositori di far ascoltare la propria voce, con concerti e concorsi musicali. Dopo una iniziale serie concertistica nel Ridotto del Teatro Eliseo Nuova Consonanza organizzò il primo festival presso il Teatro delle Arti e, nel 1964, per opera di Franco Evangelisti, fu costituito il Gruppo di Improvvisazione Nuova Consonanza, collegato al gruppo di improvvisazione californiano New Music Ensemble.
Nuova Consonanza organizza inoltre il Concorso internazionale di composizione Franco Evangelisti in collaborazione con la rete Rai Radio 3. Nel 1999 viene costituito il De Musica, uno "spazio dedicato agli studenti di composizione delle Accademie e dei Conservatori europei".

## Membri
- Marco Angius (direttore d'orchestra)
- Francesco Antonioni (compositore)
- Guido Baggiani (compositore)
- Mario Bertoncini (compositore)
- Gabriele Bonolis (direttore d'orchestra)
- Mauro Bortolotti (compositore)
- Walter Branchi (compositore)
- Elisabetta Capurso (compositore)
- Mauro Cardi (compositore)
- Stefano Cardi (chitarrista, direttore)
- Luigi Ceccarelli (compositore)
- Fabio Cifariello Ciardi (compositore)
- Alessandra Ciccaglioni (compositore)
- Alessandro Cipriani (compositore)
- Matteo D'Amico (compositore)
- James Dashow (compositore)
- Daniele Del Monaco (compositore)
- Fabrizio De Rossi Re (compositore)
- Franco Evangelisti (compositore)
- Marcello Filotei (compositore)
- Ada Gentile (compositore)
- Lucio Gregoretti (compositore)
- Domenico Guaccero (compositore)
- Giovanni Guaccero (compositore)
- Silvia Lanzalone (compositore)
- Luigi Lanzillotta (violoncellista)
- Daniele Lombardi (compositore)
- Luca Lombardi (compositore)
- Michele Lo Muto (trombonista)
- Egisto Macchi (compositore)
- Lamberto Macchi (compositore)
- Enrico Marocchini (compositore)
- Ennio Morricone (compositore)
- Piero Niro (compositore)
- Marcello Panni (direttore d'orchestra)
- Daniele Paris (direttore d'orchestra)
- Francesco Pennisi (compositore)
- Gianluca Podio (compositore)
- Egidio Pozzi (musicologo)
- Paolo Rosato (compositore)
- Paolo Rotili (compositore)
- Frederic Rzewski (piano)
- Alessandro Sbordoni (compositore)
- Giuseppe Scotese (pianista)
- Fausto Sebastiani (compositore)
- Domenico Turi (compositore)
- Ivan Vandor (compositore)
- Italo Vescovo (compositore)